# Carlos Salcedo
Carlos Joel „Titán” Salcedo Hernández (ur. 29 września 1993 w Guadalajarze) – meksykański piłkarz występujący na pozycji środkowego obrońcy, reprezentant Meksyku, od 2025 roku zawodnik Monterrey.

## Życiorys

### Kariera klubowa
Salcedo pochodzi z Guadalajary i jako czternastolatek rozpoczynał treningi piłkarskie w akademii juniorskiej tamtejszego klubu Chivas de Guadalajara. Rok później przeniósł się do mniej utytułowanego zespołu Tigres UANL z siedzibą w Monterrey, gdzie jednak nie potrafił się przebić do seniorskiej drużyny, występując wyłącznie w czwartoligowych rezerwach i lidze meksykańskiej do lat siedemnastu. W styczniu 2012 wyjechał do Stanów Zjednoczonych, zostając graczem tamtejszej ekipy Real Salt Lake, dzięki znajomości swojego ojca (byłego amatorskiego piłkarza) z dyrektorem generalnym tego klubu Martínem Vásquezem. W drużynach młodzieżowych tego klubu spędził siedem miesięcy, po czym jako dziewiętnastolatek zaczął trenować z prowadzonym przez Jasona Kreisa pierwszym zespołem. Profesjonalny kontrakt z Realem podpisał w styczniu 2013, zaś w Major League Soccer zadebiutował 4 maja 2013 w wygranym 2:0 spotkaniu z Vancouver Whitecaps. W swoim debiutanckim sezonie 2013 zdobył ze swoją ekipą wicemistrzostwo MLS oraz dotarł do finału krajowego pucharu – US Open Cup. Jedynego gola w lidze strzelił natomiast 19 września 2014 w wygranej 5:1 konfrontacji z Colorado Rapids.
Wiosną 2015 Salcedo za sumę trzech milionów dolarów powrócił do swojego macierzystego Chivas de Guadalajara, w Liga MX debiutując 18 stycznia 2015 w wygranym 2:1 meczu z Pumas UNAM. Pierwszą bramkę w lidze meksykańskiej strzelił natomiast 1 marca tego samego roku w wygranym 3:0 pojedynku z Monterrey. Od razu został kluczowym zawodnikiem zespołu i jednym z najlepszych stoperów w lidze – już w pierwszym, wiosennym sezonie Clausura 2015 znalazł się w najlepszej jedenastce rozgrywek, został ogłoszony rewelacją sezonu, a także doszedł z Chivas do finału pucharu Meksyku – Copa MX. Pół roku później, podczas jesiennych rozgrywek Apertura 2015, zdobył natomiast z zespołem to trofeum, a w 2016 roku triumfował z ekipą prowadzoną przez Matíasa Almeydę w superpucharze Meksyku – Supercopa MX.
W sierpniu 2016 Salcedo został wypożyczony do włoskiego zespołu ACF Fiorentina. Następnie występował w niemieckim klubie Eintracht Frankfurt. 
21 stycznia 2019 podpisał kontrakt z meksykańskim klubem Tigres UANL, do którego został sprzedany za 8,8 miliona euro. 
| Sezon     | Klub                  | Kraj              | Rozgrywki           | Mecze | Bramki |
| --------- | --------------------- | ----------------- | ------------------- | ----- | ------ |
| 2013      | Real Salt Lake        | Stany Zjednoczone | Major League Soccer | 13    | 0      |
| 2014      | Real Salt Lake        | Stany Zjednoczone | Major League Soccer | 12    | 1      |
| 2014/2015 | Chivas de Guadalajara | Meksyk            | Liga MX             | 20    | 1      |
| 2015/2016 | Chivas de Guadalajara | Meksyk            | Liga MX             | 32    | 0      |
| 2016/2017 | Chivas de Guadalajara | Meksyk            | Liga MX             | 3     | 0      |
| 2016/2017 | ACF Fiorentina        | Włochy            | Serie A             | 18    | 0      |
| 2017/2018 | Eintracht Frankfurt   | Niemcy            | Bundesliga          | 20    | 0      |

### Kariera reprezentacyjna
W listopadzie 2014 Salcedo został powołany przez szkoleniowca Raúla Gutiérreza do reprezentacji Meksyku U-23 na Igrzyska Ameryki Środkowej i Karaibów w Veracruz. Tam był podstawowym stoperem swojej drużyny, współtworząc duet środkowych obrońców z Hedgardo Marínem i rozegrał cztery z pięciu możliwych spotkań, zaś jego kadra, pełniąca wówczas rolę gospodarzy, triumfowała ostatecznie w męskim turnieju piłkarskim, pokonując w finale Wenezuelę (4:1). Rok później wziął udział w eliminacjach do Igrzysk Olimpijskich; wystąpił wówczas w czterech z pięciu możliwych spotkań, a jego zespół triumfował ostatecznie w kwalifikacjach, pokonując w finale Honduras (2:0). W sierpniu 2016 wziął udział w Igrzyskach Olimpijskich w Rio de Janeiro, mając pewne miejsce w wyjściowym składzie – stworzył środek obrony z Césarem Montesem, rozgrywając wszystkie trzy mecze w pełnym wymiarze czasowym i wpisał się na listę strzelców w konfrontacji z Fidżi (5:1). Meksykanie, broniący wówczas złotego medalu, odpadli jednak z rozgrywek już w fazie grupowej.
W seniorskiej reprezentacji Meksyku Salcedo zadebiutował za kadencji selekcjonera Miguela Herrery, 15 kwietnia 2015 w przegranym 0:2 meczu towarzyskim z USA. W tym samym roku został powołany do rezerwowego składu kadry na rozgrywany w Chile turniej Copa América – tam pełnił jednak rolę alternatywnego stopera i rozegrał tylko jedno z trzech możliwych spotkań. Meksykanie zakończyli natomiast swój udział w rozgrywkach już w fazie grupowej.